# GNV Auriga
Il GNV Auriga è un traghetto appartenente alla compagnia di navigazione italiana GNV.

## Caratteristiche
Seconda unità della classe Nuraghes, il GNV Auriga possiede un ponte auto in più rispetto alla classe Bithia; grazie all'aggiunta di un ponte, raggiunge le 40.000 tonnellate di stazza lorda e ha una maggiore capacità di carico merci, quasi 2.000 metri lineari che corrispondono a circa 140 semirimorchi, o una capacità di 1.085 autovetture, grazie anche ad un car deck mobile posto al ponte 4, numero che diminuisce a circa 200 auto con tutte le corsie merci occupate. Il numero massimo di passeggeri trasportabili è di 3.000 unità (circa 300 in più rispetto alla classe Bithia). La nave è strutturata su nove ponti:
- Ponte 8 Comando: infermeria, canile, solarium
- Ponte 7 Arcobaleno: area bambini, 648 poltrone seconda classe, 68 cabine
- Ponte 6 Imbarcazioni: accoglienza, bar centrale, bar sala delle feste, cinema, ristorante, self service, negozio
- Ponte 5 Aurora: 258 cabine
- Ponte 4 car deck Auto: 265 auto
- Ponte 4 Garage superiore: 373 auto o 70 semirimorchi
- Ponte 3 Garage principale: 335 auto o 65 semirimorchi
- Ponte 2 Garage inferiore 2: 60 auto
- Ponte 1 Garage inferiore 1: 52 auto

Nel 2017, nell'ambito di un accordo tra Onorato e Warner Bros., la nave ha adottato una nuova livrea con illustrazioni del personaggio di DC Comics Batman e Joker.

### Propulsione
Nonostante l'aggiunta di un ponte e quindi dell'aumento del dislocamento, sono stati impiegati gli stessi motori Diesel Wärtsilä 12V46C della classe Bithia. Anche in questo caso queste quattro unità generano più di 51.000 kW di potenza, che permettono alla nave di raggiungere a pieno carico la velocità di crociera di 29 nodi. Queste prestazioni vengono sfruttate per le sole traversate diurne e in alta stagione, ovvero quando il traffico di passeggeri e veicoli giustifica il maggiore consumo di carburante, altrimenti i traghetti viaggiano a una velocità che permette loro un maggior risparmio, compresa tra i 19 e i 23 nodi, grazie all'utilizzo di due motori su quattro.

## Servizio
Varato il 28 settembre 2004 nel cantiere navale Fincantieri di Castellammare di Stabia con il nome di Sharden e consegnato il 2 marzo 2005 alla Tirrenia di Navigazione, prende servizio verso la metà del mese nei collegamenti tra Civitavecchia ed Olbia. Saltuariamente opera anche in quelli tra Genova e Porto Torres.

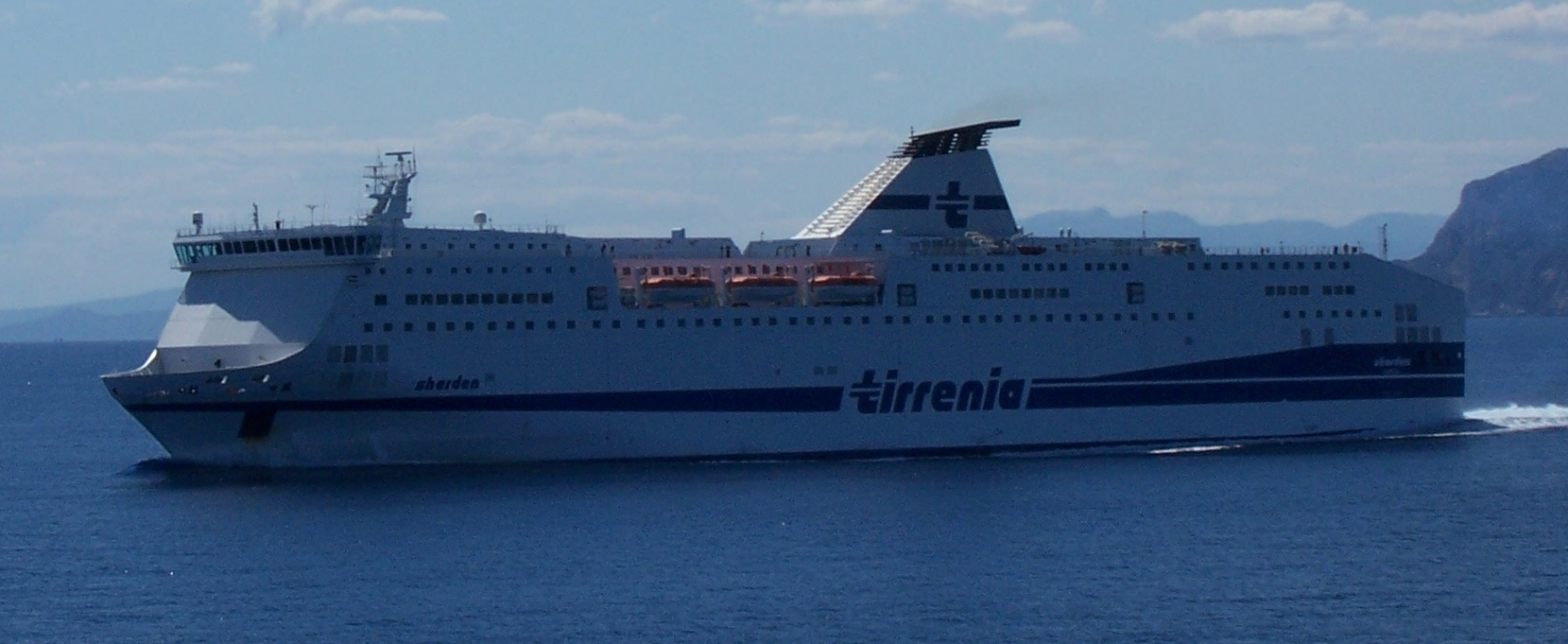
Lo Sharden in navigazione nel 2007.

Nelle estati del 2020 e del 2021 viene impiegato nei collegamenti tra Livorno e Olbia in coppia con il Nuraghes, continuando tuttavia ad operare anche nei collegamenti da Olbia a Genova e Civitavecchia. Straordinariamente viene anche impiegato in alcune occasioni nei collegamenti tra Livorno, Bastia ed Olbia in sostituzione del Moby Vincent, fermo per avaria.
Nell'autunno del 2021 torna in servizio nei collegamenti tra Genova e Porto Torres in coppia con l'Athara.
Nel febbraio del 2022 opera brevemente nei collegamenti tra Napoli e Palermo in sostituzione del Raffaele Rubattino. Successivamente viene disarmato a Genova.
Nell'estate del 2022 opera nei collegamenti tra Livorno ed Olbia in coppia con il Nuraghes. Al termine della stagione torna in servizio per Tirrenia CIN nei collegamenti tra Genova e Porto Torres in coppia con lo Janas.

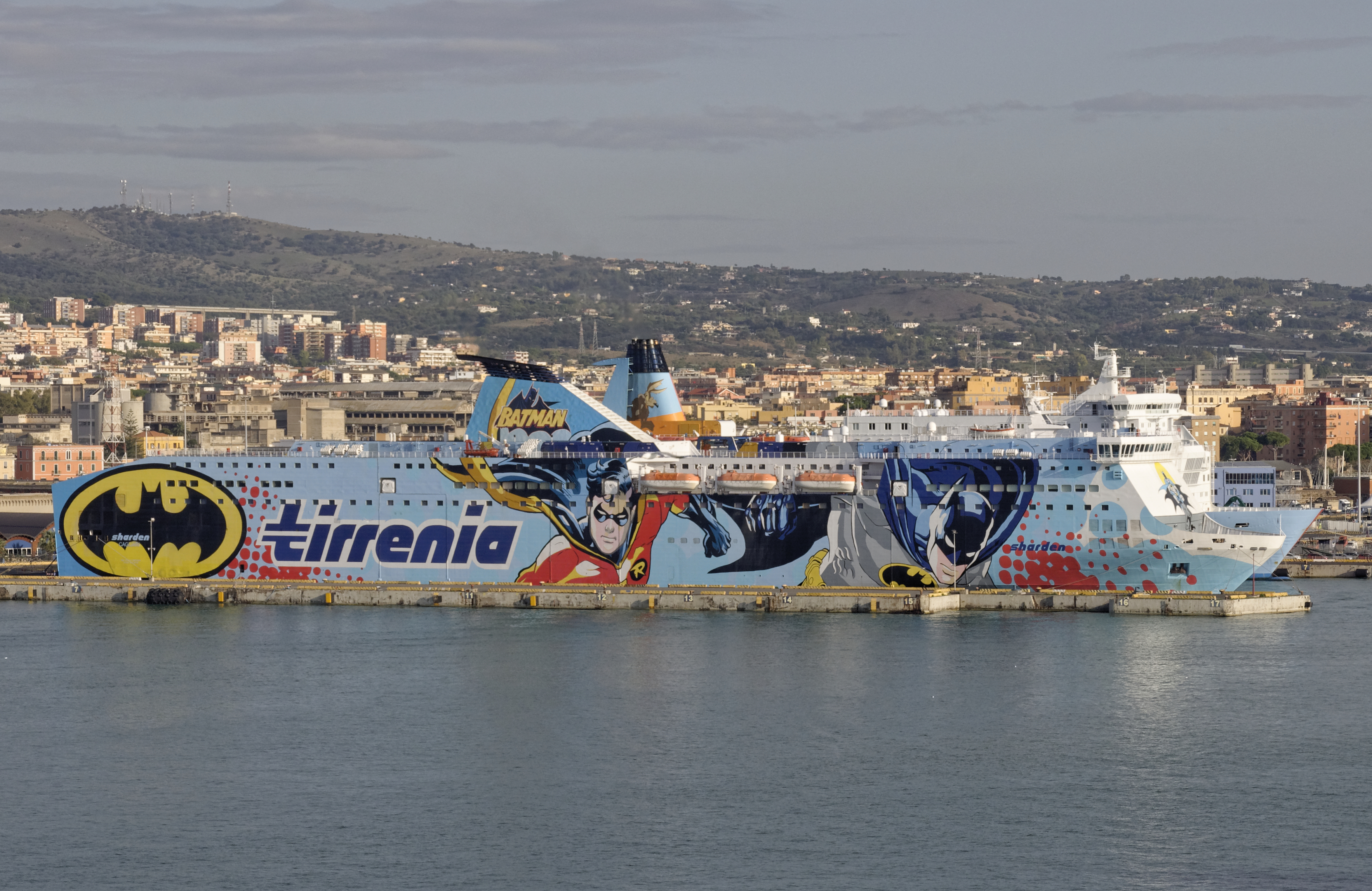
Lo Sharden ormeggiato a Civitavecchia insieme al Moby Dada nel 2019.

Dal 16 ottobre al 17 novembre 2023 opera per Moby Lines nei collegamenti tra Livorno ed Olbia in coppia con il Moby Wonder in sostituzione del Moby Aki. Due giorni dopo torna in servizio sulla propria rotta.
Nel febbraio del 2023 viene trasferito nei collegamenti tra Civitavecchia ed Olbia. Successivamente, torna ad operare nei collegamenti tra Livorno ed Olbia.
Nell'autunno del 2023 torna ad operare nei collegamenti tra Genova e Porto Torres.
A dicembre 2023 ne viene annunciata la cessione alla GNV insieme al gemello Moby Vinci per una cifra complessiva di 109 milioni di euro.
Il 20 marzo 2024 viene consegnato alla GNV e, ribattezzato GNV Auriga, prende servizio il 15 aprile nei collegamenti tra Genova, Palermo e Tunisi con ancora la livrea Tirrenia.
Dal 10 maggio al 18 luglio 2024 viene sottoposto a lavori di manutenzione ordinaria in cantiere a Genova, durante i quali monta la livrea del nuovo armatore. Il giorno successivo torna in servizio sulla Genova-Olbia in coppia con il GNV Sirio.
Nella stagione estiva del 2025 viene trasferito nei collegamenti tra Napoli e Palermo in coppia con il GNV Sirio e qualche volta si alterna sulla Genova-Palermo.

## Incidenti
Il 3 febbraio 2012 alle 23:30 circa, lo Sharden in partenza da Civitavecchia con destinazione Olbia, a causa del forte vento e di una bufera di neve che imperversava su tutta la provincia di Roma e il centro Italia riducendo sensibilmente la visibilità, urtò la diga foranea, procurandosi uno squarcio di circa 30 metri al di sopra della linea di galleggiamento. Non vi furono feriti tra i 262 passeggeri e i 53 membri dell'equipaggio.
Il 13 luglio 2016 lo Sharden è entrato in collisione con il traghetto Excelsior della Grandi Navi Veloci nel porto di Genova, a causa del vento a 25 nodi; nessuna delle due navi ha riportato danni di rilievo.
Il 15 novembre 2016 il corpo di una passeggera tedesca, scomparsa due settimane prima, è stato ritrovato in un condotto di ventilazione.
Il 10 agosto 2023, il traghetto partito da Olbia alle 22:20 diretto a Livorno, alle ore 23:30 ha urtato un peschereccio, che è affondato con un marinaio di origini straniere disperso. È stato identificato come Diome Mande, nato in Senegal a Louly Mbafaye, era un marinaio esperto. Il 20 novembre, a individuare il corpo sono stati gli uomini del gruppo operativo subacquei del Comsubin, impegnati da giorni nelle operazioni di ricerca a bordo della nave Anteo della Marina militare. Era a 88 mt di profondità vicino al motopeschereccio coinvolto nell'incidente.

## Navi gemelle
- GNV Sirio (già Nuraghes)